# 派迪·康斯丁
帕特里克·「派迪」·康斯丁（英語：Patrick "Paddy" Considine，1973年9月5日—）是一名英國演員、導演、劇作家，在全球的影迷的眼中，康斯丁與他在《前進天堂》、《神鬼認證：最後通牒》及《終棘警探》中的角色類似。

## 生平

### 演藝生涯
康斯丁和夏恩·米道斯合作過許多影片，康斯丁的銀幕處女作就是和米道斯合作的《羅密歐·布拉斯的房間》。隨後康斯丁吸引帕貝爾·帕夫利柯夫斯基的注意，並且演出《單親雙愛的日子》，康斯丁也因此獲得塞薩洛尼基國際電影節最佳男主角獎，隨後的電影獲得多數英國電影獎項。2003年，康斯丁演出《前進天堂》。康斯丁雖然有領銜的電影，卻也有幾部擔任配角的電影角色，例如《Born Romantic》、《24 Hour Party People》、《The Martins》。
2004年，康斯丁演出《死人的鞋子》，並且以此片獲得高度評價，也有與羅素·克洛、芮妮·齊薇格合演《铁拳男人》。
2007年，康斯丁作品包括《終棘警探》，以及麥特·戴蒙主演電影《神鬼認證：最後通牒》。

### 私人生活
康斯丁出生於斯塔福德郡特倫河畔伯頓，並且再其中一個名為溫希爾（Winshill）的城鎮長大。康斯丁在1990年畢業於艾畢·畢恩學校（Abbot Beyne School），隨後進入柏頓大學攻讀表演藝術學系，而康斯丁也是在那裡遇見了夏恩·米道斯，他們兩人組成了She Talks to Angels樂團。基於對音樂的喜好，康斯丁近年來也組成了Riding The Low樂團。2011年4月，康斯丁透露他被診斷患有亞斯伯格症候群。
目前康斯丁居住在故鄉柏頓。

## 作品
- 《羅密歐·布拉斯的房間（英语：A Room for Romeo Brass）》（1999年）
- 《單親雙愛的日子（英语：Last Resort (2000 film)）》（2000年）
- 《Born Romantic》（2000年）
- 《Happy Now》（2001年）
- 《The Martins》（2001年）
- 《24 Hour Party People》（2002年）
- 《Doctor Sleep》（2002年）
- 《My Wrongs 8245-8249 and 117》（2002年）
- 《Bouncer》（2002年）
- 《前進天堂（英语：In America (film)）》（2003年）
- 《死人的鞋子（英语：Dead Man's Shoes (2004 film)）》（2004年）
- 《My Summer of Love》（2004年）
- 《Stoned》（2005年）
- 《最後一擊》（2005年）
- 《The Half Life of Timofey Berezin》（2006年）
- 《Bosque de Sombra》（2006年）
- 《終棘警探》（2007年）
- 《神鬼認證：最後通牒》（2007年）
- 《私法制裁》（2011年）
- 《世界尽头》 (2013年)
- 《患難姊妹情》（2015年）
- 《史達林死了沒？》（2017年）
- 《龍族前傳》（2022）

## 參演MV
- 2003年，酷玩樂團——《God Put a Smile upon Your Face》（歌曲收錄於2002年發行的《玩過頭》專輯，該單曲於2003年7月發行，MV則在2003年10月首映[3]）

## 連結
- 派迪康斯丁官方後援會
- Paddy Considine在互联网电影资料库（IMDb）上的資料（英文）
- 派迪康斯丁個人空間 （页面存档备份，存于）